# Serra da Mantiqueira
Serra da Mantiqueira is een bergketen in Brazilië. De keten ligt in de deelstaten São Paulo, Minas Gerais en Rio de Janeiro en heeft een lengte van 320 kilometer. De hoogste toppen liggen rond de 2800 meter. In de lagere delen liggen plaatsen als Campos do Jordão.
De naam Mantiqueira is afkomstig uit het Tupi en betekent 'de heuvels die huilen'. Dit verwijst naar de vele beekjes en bronnen die langs de bergen omlaag stromen.